# Eupithecia pallidiplaga
Eupithecia pallidiplaga är en fjärilsart som beskrevs av Louis Beethoven Prout 1910. Eupithecia pallidiplaga ingår i släktet Eupithecia och familjen mätare. Inga underarter finns listade i Catalogue of Life.